# Excelebration
Excelebration, né en 2008, est un cheval de course, spécialiste des courses de plat. 

## Carrière

Casaque de Giuliano Manfredini

Casaque de Derrick Smith

Excelebration est passé deux fois sur le ring, sans jamais déclencher la fièvre parmi les acheteurs. Foal, c'est-à-dire à 6 mois, il trouve preneur pour 15 000 € puis, yearling, il devient la propriété de Giuliano Manfredini pour £ 20 000. Confié à Marco Botti, jeune entraîneur italien installé depuis peu à Newmarket, le poulain débute tôt dans son année de 2 ans par une discrète mais ne tarde pas à montrer de bonnes dispositions, et enchaîne deux probants succès. On ne le revoit plus de la saison, jusqu'à son retour neuf mois plus tard au départ des Greenham Stakes, une préparatoire aux 2000 Guinées, dans laquelle il est le plus gros outsider de la course. Excelebration termine deuxième à bonne distance d'un poulain nommé Frankel. Ce ne sera pas la dernière fois : Excelebration, pas de chance, est né la même année que le cheval du siècle. Né un an avant ou après, son palmarès eut été tout autre. Tandis que le crack de Juddmonte survole le premier classique de l'année, Excelebration s'en va quérir d'autres Guinées, plus modestes, celles du Mehl-Mülhens-Rennen, la poule d'essai allemande. Il ne se chauffe pas du même bois que la crème des poulains teutons et l'emporte par 7 longueurs, à la Frankel pourrait-on dire. Mais il faut bien rentrer au pays et affronter ce dernier. Ce sera dans les St. James's Palace Stakes, où Excelebration prend la troisième place derrière Frankel et Zoffany. Il renoue avec le succès dans les Hungerford Stakes, où il fait valoir sa vitesse sur 1 400 mètres et montre qu'il est bien un poulain de grande classe, s'imposant comme à la parade. Il en donne une nouvelle preuve à Paris en s'adjugeant le Prix du Moulin de Longchamp, profitant de ce que Frankel reste sur ses terres. Mais en fin d'année, il faut encore jouer les sparring-partners pour Frankel, qui le laisse sur place dans les Queen Elizabeth II Stakes. Sa performance est toutefois suffisamment bonne pour que la FIAH lui accorde un rating de 126, soit le septième meilleur rating mondial de l'année, ce qui témoigne de sa qualité. Frankel, lui, culmine à 136. 
Acquis durant l'hiver par Coolmore, qui espère en faire le challenger numéro 1 de Frankel, Excelebration change de casaque et d'entraîneur, rejoignant la toute puissante écurie d'Aidan O'Brien en Irlande. Il s'impose facilement pour sa rentrée, puis repart au combat contre Frankel. Vain défi : dans les Lockinge Stakes puis les Queen Anne Stakes, il n'aperçoit que le bout de sa queue, 5 et 11 longueurs plus loin. Mais il n'en reste pas moins un digne dauphin. Et le prouve lorsque le crack délaisse le mile pour s'essayer sur plus long, dans les International Stakes et les Champion Stakes. Excelebration, lui, reste sur le mile et profite de la vacance du trône pour s'imposer coup sur coup dans le Prix Jacques Le Marois et les Queen Elizabeth II Stakes. Il est bien le meilleur miler d'Europe, si l'on considère que Frankel ne boxe pas dans la même catégorie. Ses ratings en témoignent encore une fois : pour son brillant succès à Ascot, Timeform lui décerne un 133 et la FIAH un 130, soit le troisième meilleur rating mondial de l'année, à égalité avec la phénoménale sprinteuse australienne Black Caviar, derrière le formidable Cirrus des Aigles (131), mais encore et toujours loin derrière Frankel, qui établit un nouveau record avec un rating historique de 140. Excelebration achève sa carrière aux États-Unis, dans la Breeders' Cup Mile où il est opposé au grand champion américain Wise Dan, mais il est battu, quatrième seulement.  

### Résumé de carrière
| Date         | Hippodrome  | Pays        | Course                      | Statut      | Distance    | Jockey               | Place       | Écart       | Vainqueur ou deuxième |
| 2010, 2 ans  | 2010, 2 ans | 2010, 2 ans | 2010, 2 ans                 | 2010, 2 ans | 2010, 2 ans | 2010, 2 ans          | 2010, 2 ans | 2010, 2 ans | 2010, 2 ans           |
| ------------ | ----------- | ----------- | --------------------------- | ----------- | ----------- | -------------------- | ----------- | ----------- | --------------------- |
| 18 mai       | Nottingham  | Royaume-Uni | Maiden                      |             | 1 200 m     | Kieren Fallon        | 4e / 11     | 7 ¾         | Planet Waves          |
| 4 juin       | Doncaster   | Royaume-Uni | Maiden                      |             | 1 200 m     | Neil Callan          | 1er / 8     | 2 ½         | Belgian Bill          |
| 23 juillet   | Newmarket   | Royaume-Uni | Conditions                  |             | 1 200 m     | Darryll Holland      | 1er / 7     | 2           | Point du Jour         |
| 2011, 3 ans  |             |             |                             |             |             |                      |             |             |                       |
| 16 avril     | Newbury     | Royaume-Uni | Greenham Stakes             | Gr. 3       | 1 400 m     | Adam Kirby           | 2e / 6      | 4           | Frankel               |
| 22 mai       | Cologne     | Allemagne   | Mehl-Mülhens-Rennen         | Gr. 2       | 1 600 m     | Adam Kirby           | 1er / 11    | 7           | Gereon                |
| 14 juin      | Ascot       | Royaume-Uni | St. James's Palace Stakes   | Gr. 1       | 1 600 m     | Adam Kirby           | 3e / 9      | 2 ¼         | Frankel               |
| 13 août      | Newbury     | Royaume-Uni | Hungerford Stakes           | Gr. 2       | 1 400 m     | Adam Kirby           | 1er / 9     | 6           | Beacon Lodge          |
| 11 septembre | Longchamp   | France      | Prix du Moulin de Longchamp | Gr. 1       | 1 600 m     | Jamie Spencer        | 1er / 8     | 1 ½         | Rio de la Plata       |
| 15 octobre   | Ascot       | Royaume-Uni | Queen Elizabeth II Stakes   | Gr. 1       | 1 600 m     | Jamie Spencer        | 2e / 8      | 4           | Frankel               |
| 2012, 4 ans  |             |             |                             |             |             |                      |             |             |                       |
| 22 avril     | Curragh     | Irlande     | Gladness Stakes             | Gr. 3       | 1 400 m     | Joseph O'Brien       | 1er / 6     | 3 ¼         | Croisultan            |
| 19 mai       | Newbury     | Royaume-Uni | Lockinge Stakes             | Gr. 1       | 1 600 m     | Joseph O'Brien       | 2e / 6      | 5           | Frankel               |
| 19 juin      | Ascot       | Royaume-Uni | Queen Anne Stakes           | Gr. 1       | 1 600 m     | Joseph O'Brien       | 2e / 11     | 11          | Frankel               |
| 12 août      | Deauville   | France      | Prix Jacques Le Marois      | Gr. 1       | 1 600 m     | Christophe Soumillon | 1er / 11    | 1 ¼         | Cityscape             |
| 20 octobre   | Ascot       | Royaume-Uni | Queen Elizabeth II Stakes   | Gr. 1       | 1 600 m     | Joseph O'Brien       | 1er / 8     | 3           | Cityscape             |
| 3 novembre   | Santa Anita | États-Unis  | Breeders' Cup Mile          | Gr. 1       | 1 600 m     | Joseph O'Brien       | 4e / 9      | 2           | Wise Dan              |

## Au haras
À l'issue de sa carrière en piste, Excelebration intègre le parc d'étalons de Coolmore en Irlande, à 22 500 € la saillie pour sa première année. Ce tarif décroît d'année en année, Excelebration s'avérant un étalon relativement ordinaire, père toutefois de deux vainqueurs de groupe 1, Barney Roy (Grosser Preis von Baden, Grosser Dallmayr-Preis, Jebbel Hatta) et Moss Tucker (Flying Five Stakes). En 2020, Excelebration est vendu au Haras national du Maroc pour y poursuivre sa carrière.

## Origines
Excelebration est un fils de l'Australien Exceed and Excel, sprinter de l'année en Australie en 2003-2004. Acquis en 2004 pour 22 millions de dollars australiens par Darley Stud, l'élevage associé à l'écurie Godolphin, il est devenu un excellent étalon, tant dans son Australie natale (où il fut tête de liste en 2012-2013) qu'en Europe, donnant en tout 18 vainqueurs de groupe 1 jusqu'à sa retraite en 2024. Excelebration fut conçu alors qu'il faisait la monte à £ 10 000, mais son tarif grimpa jusqu'à 50 000 euros dans les années 2010 (et jusqu'à A$ 132 000 en Australie). 
Sun Shower, ne courut qu'une seule fois, sans briller, dans un maiden à Longchamp, mais s'est affirmée comme une formidable poulinière, puisqu'on lui doit également : 
- Lancaster Bomber (par War Front) : Tattersalls Gold Cup, 2e Dewhurst Stakes, Breeders' Cup Juvenile Turf, St. James's Palace Stakes, Breeders' Cup Mile, Woodbine Mile, 3e Lockinge Stakes.
- Mull of Killough (par Mull of Kintyre) : Darley Stakes (Gr.3), Earl of Sefton Stakes (Gr.3), 2e Summer Mile (Gr.2).
- War Bomber (par War Front) : King Edward Stakes (Gr.2 Canada), Seagram Cup  (Gr.3), 2e Autumn Stakes (Gr.2), Connaught Cup (Gr.2), 3e Nearctic Stakes (Gr.2), Kennedy Road Stakes (Gr.2).

Sarah Siddons, la troisième mère d'Excelebration, était une championne classique, lauréate des Irish 1000 Guineas et des Yorkshire Oaks, deuxième des Oaks et du Prix Vermeille. 

### Pedigree
| Origines de Excelebration, mâle bai né en 2008 | Origines de Excelebration, mâle bai né en 2008 | Origines de Excelebration, mâle bai né en 2008 | Origines de Excelebration, mâle bai né en 2008 |
| ---------------------------------------------- | ---------------------------------------------- | ---------------------------------------------- | ---------------------------------------------- |
| Père Exceed and Excel 2000                     | Danehill 1986                                  | Danzig 1977                                    | Northern Dancer                                |
| Père Exceed and Excel 2000                     | Danehill 1986                                  | Danzig 1977                                    | Pas de Nom                                     |
| Père Exceed and Excel 2000                     | Danehill 1986                                  | Razyana 1981                                   | His Majesty                                    |
| Père Exceed and Excel 2000                     | Danehill 1986                                  | Razyana 1981                                   | Spring Adieu                                   |
| Père Exceed and Excel 2000                     | Patrona 1994                                   | Lomond 1980                                    | Northern Dancer                                |
| Père Exceed and Excel 2000                     | Patrona 1994                                   | Lomond 1980                                    | My Charmer                                     |
| Père Exceed and Excel 2000                     | Patrona 1994                                   | Gladiolus 1974                                 | Watch Your Step                                |
| Père Exceed and Excel 2000                     | Patrona 1994                                   | Gladiolus 1974                                 | Back Britches                                  |
| Mère Sun Shower 2001                           | Indian Ridge 1985                              | Ahonoora 1975                                  | Lorenzaccio                                    |
| Mère Sun Shower 2001                           | Indian Ridge 1985                              | Ahonoora 1975                                  | Helen Nichols                                  |
| Mère Sun Shower 2001                           | Indian Ridge 1985                              | Hillbrow 1975                                  | Swing Easy                                     |
| Mère Sun Shower 2001                           | Indian Ridge 1985                              | Hillbrow 1975                                  | Golden City                                    |
| Mère Sun Shower 2001                           | Miss Kemble 1994                               | Warning 1985                                   | Known Fact                                     |
| Mère Sun Shower 2001                           | Miss Kemble 1994                               | Warning 1985                                   | Slightly Dangerous                             |
| Mère Sun Shower 2001                           | Miss Kemble 1994                               | Sarah Siddons 1973                             | Le Levanstell                                  |
| Mère Sun Shower 2001                           | Miss Kemble 1994                               | Sarah Siddons 1973                             | Mariel (famille 9)                             |